# TOP GemeenteBelangen
TOP GemeenteBelangen is een Nederlands lokale politieke partij welke actief is in de gemeente Terneuzen.
De partij ontstond in juni 2005 door een fusie van Gemeentebelangen Groot Sas en TOP (Terneuzense Onafhankelijke Partij). In 2014 behaalde de partij tien zetels en werd daarmee de grootste van de gemeente Terneuzen.
Bij de gemeenteraadsverkiezingen van 2018 verloor TOP GemeenteBelangen drie van de tien zetels, en kwam dus met zeven zetels in de 31 leden tellende gemeenteraad. Desondanks bleef de partij de grootste in Terneuzen.
Bij de gemeenteraadsverkiezingen van 2022 behield TOP GemeenteBelangen haar zeven zetels en werd voor de vierde maal op rij de grootste partij in de gemeenteraad van Terneuzen.
De partij is sinds 2006 onderdeel van het het college van burgemeester en wethouders.